# 王念祖 (萬曆進士)
王念祖（1585年—？年），字孝先，號平之，直隸常州府武進縣人，明朝政治人物。

## 生平
由廩生中式萬曆三十七年（1609年）己酉應天府鄉試第十一名舉人，萬曆三十八年（1610年）庚戌科会试第六十九名，第三甲第二百十五名進士。大理寺觀政，授湖廣潛江縣知縣，四十六年改揚州府學教授。天啓五年（1525年）任宁波府知府。七年二月升福建按察司副使、备兵福州。

## 家族
曾祖王蘭；祖王松；父王舜卿，乙酉舉人；母謝氏。永感下，妻章氏，繼妻陳氏；兄堦；坤；域；壎；均；念兹（庠生）；圻；墉；光祖，弟昌祖；弘祖。子王仁生。